# You Can't Hurry Love
"You Can't Hurry Love" är en sång ursprungligen inspelad av The Supremes på skivbolaget Motown. Sången skrevs och producerades av Motowns främsta låtskrivarteam Holland-Dozier-Holland och släpptes sommaren 1966. "You Can't Hurry Love" blev inte bara en av The Supremes mest kända sånger, utan även en av Motowns största. Sången låg etta på Billboardlistans dotterlista för popmusik i två veckor, från 4 september 1966 till 17 september 1966 och var även placerad överst på soultopplistan i två veckor.
När Phil Collins gjorde en inspelning av sången 16 år senare blev den återigen en listetta när den 1982 gick upp på den brittiska singellistans förstaplats i två veckor med start 9 januari 1983.
Sången var även B-sida på Stray Cats-singeln Rock this town 1981.
Dan Hylander spelade in en version av låten under namnet "Komedianterna" med ny text på svenska 1981. Låten finns på Hylanders skiva September.